# مارکوس موریس
مارکوس موریس (انگلیسی: Marcus Morris، زاده ۲ سپتامبر ۱۹۸۹) بازیکن بسکتبال اهل ایالات متحده آمریکا است.
او سابقه بازی در تیم‌هایی همچون هیوستون راکتس، فینیکس سانز و دیترویت پیستونز را در کارنامه دارد.